# City and Colour
City and Colour är Dallas Greens akustiska soloprojekt jämte Alexisonfire.

## Historia
Namnet "City and Colour" kommer från hans namn Dallas och Green. Pseudonymen resonerade han fram eftersom "tanken på att släppa ett album under namnet Dallas Green kändes olustig".
Green har sagt att han har skrivit material sen han var 14 år gammal. Green har sagt att låtarna på hans första album Sometimes är skrivna genom hans liv och att han skrev klart dem 2005.

## Bandmedlemmar
- Dallas Green – sång, akustisk gitarr, piano, munspel, banjo

### Andra medlemmar
Följande musiker har medverkat på andra skivan, Bring Me Your Love, och har också turnerat med Dallas Green.
- Spencer Burton - bas, bakgrundssång, mandolin
- Daniel Tavis Romano - lap steel gitarr, orgel, trummor, bakgrundssång
- Dylan Green - trummor, sång
- Matthew Sullivan - gitarr, bakgrundssång
- Casey Baker - gitarr
- Nicholas Osczypko - keyboard, slagverk
- Gordon Downie - sång
- Scott Remila - bas, gitarr, bakgrundssång
- Haris Cehajic - bas, gitarr

## Diskografi

### Studioalbum
| År   | Titel                  | Skivbolag                          |
| 2005 | Sometimes              | Dine Alone Records                 |
| 2008 | Bring Me Your Love     | Vagrant Records/Dine Alone Records |
| 2011 | Little Hell            | Dine Alone Records                 |
| 2013 | The Hurry and the Harm | Dine Alone Records                 |

Rose Ave  Live 2014 (Pink guest artist)

### EP/Specialutgåvor
| År   | Titel                                                               | Skivbolag                                          |
| 2004 | The Death of Me (EP)                                                | Dine Alone Records                                 |
| 2005 | Missing EP                                                          | Dine Alone Records                                 |
| 2008 | The MySpace Transmissions                                           | Vagrant Records/Dine Alone Records/MySpace Records |
| 2008 | The iTunes Sessions (EP)                                            | iTunes Exclusive                                   |
| 2008 | Bring Me Your Love Special Limited Edition (Limited to 6000 copies) | Dine Alone Records                                 |

#### Missing EP
Missing EP, av City and Colour, utgavs innan Sometimes, och bara i Kanada. Endast 1000 exemplar finns och alla pengar gick till Denis Morris High School Starvathon. CD:n innehåller också livevideor "In The Water I Am Beautiful", "Missing (Serravalle)", "Love Don’t Live Here Anymore (Rose Royce Cover)" och "Casey’s Song". Videorna filmades av Rohan Hill på L3 Nightclub i St. Catharines, Ontario.
1. "Missing (Serravalle)"

### Livealbum
| År   | Titel | Skivbolag          |
| 2007 | Live  | Dine Alone Records |

### Singlar
| År   | Låt                  | List- placering | Album              |
| År   | Låt                  | CAN             | Album              |
| ---- | -------------------- | --------------- | ------------------ |
| 2005 | "Save Your Scissors" | -               | Sometimes          |
| 2006 | "Comin' Home"        | -               | Sometimes          |
| 2007 | "Like Knives" (live) | -               | Live               |
| 2008 | "Waiting..."         | 32              | Bring Me Your Love |
| 2008 | "Sleeping Sickness " | 59              | Bring Me Your Love |
| 2009 | "The Girl"           | -               | Bring Me Your Love |